# Nabadogo
Nabadogo är en ort i Burkina Faso.   Den ligger i regionen Centre-Ouest, i den centrala delen av landet, 60 km väster om huvudstaden Ouagadougou. Nabadogo ligger 320 meter över havet och antalet invånare är 7 057.
Terrängen runt Nabadogo är platt, och sluttar österut. Nabadogo är det största samhället i trakten.
Omgivningarna runt Nabadogo är en mosaik av jordbruksmark och naturlig växtlighet. Runt Nabadogo är det ganska tätbefolkat, med 86 invånare per kvadratkilometer.